# Hovig Demirjian
Hovig Demirjian (in greco Χουίγ Δεμιργιαν?; in armeno Հովիկ Դեմիրճյան?; Nicosia, 3 gennaio 1989) è un cantante cipriota. 
Nel 2009 si è piazzato al settimo posto nella seconda edizione della versione greca del talent show The X Factor.
Ha rappresentato Cipro all'Eurovision Song Contest 2017 con il brano Gravity, classificandosi ventunesimo.

## Biografia
Hovig Demirjian è nato il 3 gennaio 1989 a Nicosia, la capitale di Cipro, da padre armeno. Dopo gli studi di marketing e una breve carriera nel mondo degli affari, ha lasciato il suo lavoro per realizzare il suo sogno di diventare un cantante. Ha imparato a suonare la chitarra e il pianoforte e ha studiato jazz e voce. Dopo essersi piazzato secondo in una competizione musicale a Larnaca, nel giugno 2009 ha pubblicato il suo singolo di debutto, intitolato Den mou milas alithina (Istoria ehi teleiosi).
Nel 2009 Hovig si è presentato alle audizioni per la seconda edizione della versione greca del talent show The X Factor, cantando Pote di Manolis Mitsias e qualificandosi nella categoria ragazzi (16-24) con Nikos Mouratidis come mentore. È stato eliminato nell'undicesima puntata, piazzandosi settimo. Dopo X Factor Hovig è tornato a Cipro per avviare una carriera da solista. Ha pubblicato vari singoli in greco e ha cantato in Grecia, Medio Oriente e Russia.
Hovig ha tentato di rappresentare Cipro all'Eurovision Song Contest in due occasioni: nel 2010 ha cantato Goodbye, piazzandosi terzo su 10 partecipanti, mentre nel 2015 è arrivato quarto su 6 con Stone in a River. Il 21 ottobre 2016 è stato confermato che l'ente radiotelevisivo cipriota CyBC ha selezionato Hovig come rappresentante del Paese per l'Eurovision Song Contest 2017 a Kiev. La canzone di Hovig sarà scritta e prodotta dallo svedese Thomas G:son, già responsabile della canzone cipriota del 2016, Alter Ego dei Minus One. La sua canzone, Gravity, è stata pubblicata il 1º marzo 2017. Hovig ha partecipato alla prima semifinale, nella quale si è piazzato quinto con 164 punti, garantendosi l'accesso alla serata finale, nella quale è giunto 21º con 68 punti.

## Discografia

### Singoli
- 2009 - Den mou milas alithina - istoria ehi teleiosi (Δεν μού μιλάς αληθινά - ἱστορία έχει τελειώσει)
- 2010 - Xana (Ξανά)
- 2010 - Goodbye
- 2013 - Ego gia mena (Εγω για μένα)
- 2015 - Stone in a River
- 2017 - Gravity